# Tenisový turnaj mužů v Budapešti
Tenisový turnaj mužů v Budapešti, hraný pod názvem Hungarian Open, byl profesionální tenisový turnaj mužů konaný v maďarské metropoli Budapešti, jakožto vůbec první událost ATP Tour hraná v tomto středoevropském státě. V sezóně 2020 se nekonal pro pandemii covidu-19. V dubnu 2021 pořadatelská licence přešla na obnovený bělehradský turnaj Serbia Open.

## Charakteristika
Budapešťský turnaj se na okruhu ATP Tour od sezóny 2017 řadil do kategorie ATP World Tour 250. Probíhal v dubnovém termínu na otevřených antukových dvorcích. Do soutěže dvouhry nastupovalo dvacet osm hráčů a čtyřhry se účastnilo šestnáct párů. 
Dějištěm prvních dvou ročníků 2017 a 2018, kdy se turnaj hrál jako Gazprom Hungarian Open, se stal areál Nemzeti Edzés Központ (Národního tenisového centra) s kapacitou centrkurtu přes 2 500 diváků. Soutěže v něm probíhaly na třech dvorcích. V roce 2019 se přestěhoval do Sportovního a společenského centra Sport 11 v Budapešti, s antukovými dvorci. Centrální dvorec pojmul 3 882 návštěvníků.
Turnaj byl založen v roce 2017, když v kalendáři ATP Tour nahradil také antukový BRD Năstase Țiriac Trophy, konaný od roku 1993 v Bukurešti. Rozhodnutí padlo v polovině roku 2016 a spoluorganizátorem se stal Maďarský tenisový svaz. Budapešť během pořádání mužské akce hostila take ženský Hungarian Ladies Open.

## Přehled finále

### Dvouhra
| Rok  | vítěz                           | finalista                       | výsledek                        |
| ---- | ------------------------------- | ------------------------------- | ------------------------------- |
| 2017 | Lucas Pouille                   | Aljaž Bedene                    | 6–3, 6–1                        |
| 2018 | Marco Cecchinato                | John Millman                    | 7–5, 6–4                        |
| 2019 | Matteo Berrettini               | Filip Krajinović                | 4–6, 6–3, 6–1                   |
| 2020 | zrušeno pro pandemii koronaviru | zrušeno pro pandemii koronaviru | zrušeno pro pandemii koronaviru |

### Čtyřhra
| Rok  | vítězové                        | finalisté                         | výsledek                        |
| ---- | ------------------------------- | --------------------------------- | ------------------------------- |
| 2017 | Brian Baker Nikola Mektić       | Juan Sebastián Cabal Robert Farah | 7–6(7–2), 6–4                   |
| 2018 | Dominic Inglot Franko Škugor    | Matwé Middelkoop Andrés Molteni   | 6–7(8–10), 6–1, [10–8]          |
| 2019 | Ken Skupski Neal Skupski        | Marcus Daniell Wesley Koolhof     | 6-3, 6-4                        |
| 2020 | zrušeno pro pandemii koronaviru | zrušeno pro pandemii koronaviru   | zrušeno pro pandemii koronaviru |